# Rauchstraße (Berlin)
Die Rauchstraße ist eine Straße im Tiergartenviertel in Berlin. Sie wurde 1863 als mittlere Erschließungsstraße der Villenkolonie Albrechtshof angelegt und 1867 nach dem Bildhauer Christian Daniel Rauch (1777–1857) benannt. Sie verlief zunächst nur zwischen Hitzigstraße (entsprach in etwa der heutigen Stülerstraße) und Lichtensteinallee. 1873 folgte der Abschnitt zwischen Hitzigstraße und Friedrich-Wilhelm-Straße, die seit 1961 Klingelhöfer Straße heißt.
Heute wie einst hat sie 27 nummerierte Grundstücke, obwohl sie heute kürzer als ursprünglich ist. Von der Vorkriegsbebauung sind nur noch drei Gebäude erhalten.
Auf der nördlichen Seite zwischen Drakestraße und Stülerstraße entstand zur IBA 1984–1987 ein interessantes Ensemble von Stadtvillen aus der Hand renommierter Architekten.

## Herausragende Bauten und Bewohner in der Rauchstraße
- Rauchstraße 1: Hier lebte von 1891 bis 1928 Arthur von Gwinner mit seiner Familie. Um 1939 wurde die Villa zur Finnischen Gesandtschaft ausgebaut. Etwa auf dem gleichen Grundstück befindet sich heute wieder die Finnische Botschaft als Teil des Ensembles der Nordischen Botschaften.
- Rauchstraße 10: Hier lebte um 1910 der Bankier und Kunstsammler Eugen Gutmann.[3] 1921 wurde seine Villa zur Niederländischen Gesandtschaft.
- Rauchstraße 11: Hier lebte um 1910 der Bankier Hermann Frenkel.  In den 1930er Jahren erfolgte der Abriss für den Neubau der Norwegischen Gesandtschaft, in dem sich heute die Botschaft von Georgien befindet.
- Rauchstraße 12 (auch Drakestraße 3) war bekannt als Villa Monplaisir.[4] Entworfen von Walter Kyllmann, wurde sie 1924 umgebaut für den Bankier Hugo Simon, bei dem viele bekannte Künstler ein- und ausgingen[5]
- Das Haus Rauchstraße 16 wurde ursprünglich erbaut für den Commerzienrath Stephan und hieß deswegen Villa Stephan. In den 1920er Jahren wohnte dort der Industrielle und Mäzen Felix Deutsch, der die Villa vorher von Paul-Schultze Naumburg umbauen ließ. In den 1930er Jahren erfolgte ein weiterer Umbau für die Portugiesische Gesandtschaft.
- In der Rauchstraße 17/18 entstand zunächst die Villa Kabrun für den Rentier August Kabrun (Entwurf vom Architekturbüro Ende & Böckmann). 1873 kaufte der Kaufmann Martin Levy das Haus, wo bis 1911 die Kaufmanns- und Gelehrtenfamilie Levy lebte. Die Erben, darunter der Professor für Nationalökonomie Hermann Levy, traten das Grundstück 1925 an den Chemiker und Industriellen Paul Mendelssohn Bartholdy ab, der darauf die Villa Mendelssohn Bartholdy neu errichten ließ. Nach Zwangsenteignung und Abriss wurde dann dort ein neues Gebäude für die Königlich Jugoslawische Gesandtschaft errichtet, das noch heute erhalten ist.[6]
- In der Rauchstraße 19 lebte der Architekt Julius Hennecke in einem nach eigenen Plänen um 1873 errichteten Haus.
- In der Rauchstraße 21 befand sich die Villa Reichenheim von 1880, die später zum Sitz der Apostolischen Nuntiatur wurde.
- In der Rauchstraße 22 lebte ab ca. 1893 bis 1933 der Bankier und Kunstsammler Leopold Koppel in seiner Villa aus dem Jahr 1872.
- In der Rauchstraße 23 lebte ab ca. 1877 der Bankier und Kunstsammler Oscar Hainauer in seiner Villa aus dem Jahr 1872. Auf dem Grundstück befand sich bis 1863 das Gartenrestaurant „Albrechtshof“, das der Villenkolonie den Namen gab.
- In der Rauchstraße 25 steht das einzige Gebäude der Rauchstraße aus der Zeit vor 1933. Darin befindet sich heute die Syrische Botschaft
- In der Rauchstraße 26 befand sich Anfang der 1930er Jahre die Botschaft von Rumänien[7]
- Auf dem Grundstück Rauchstraße 27 entstand um 1910 ein Gebäude, in das später die Botschaft der Tschechoslowakei einzog.